# P/2004 DO29 Spacewatch-LINEAR
P/2004 DO29 Spacewatch-LINEAR è una cometa periodica, appartenente alla famiglia delle comete gioviane, scoperta il 17 febbraio 2004 da due programmi astronomici dedicati alla scoperta ed osservazione di asteroidi, Spacewatch e LINEAR; in effetti le prime osservazioni di questo oggetto celeste risalgono all'11 febbraio 2004 da parte di un terzo programma dedicato alla scoperta di asteroidi, LONEOS. Al momento dell'annuncio della scoperta, il 28 febbraio 2004, l'oggetto era ritenuto un asteroide, solo il 16 marzo 2004 ci si rese conto che in effetti si trattava di una cometa: la cometa riceverà la  numerazione definitiva quando ripasserà al perielio, evento previsto per l'inizio del giugno 2024.